# Андраде, Жорже
Жо́рже Мануэ́л Алме́йда Го́меш де Андра́де (порт. Jorge Manuel Almeida Gomes de Andrade; род. 9 апреля 1978) — португальский футболист, защитник. Вице-чемпион Европы 2004.

## Клубная карьера
Дебют Жорже состоялся в клубе «Эштрела» своего родного города Амадора в 1997 году. Первый сезон Андраде стал самым успешным сезоном в истории клуба поскольку они заняли 7-е место в Первом Дивизионе. Он немедленно заинтересовал ведущие клубы, и в 2000 году перешёл в «Порту».
После Кубка мира 2002 года, Андраде перешёл из «Порту» в испанский «Депортиво Ла-Корунья» за 12 миллионов евро.
21 апреля 2004 года, в полуфинале Лиге чемпионов против прежней команды «Порту», Жорже был удалён с поля арбитром Маркусом Мерком за пинок Деку.
За Андраде следили ведущие клубы Европы, включая «Челси», «Ливерпуль», «Манчестер Юнайтед», «Барселону», «Валенсию» и Интернационале, но закончилось всё подписанием контракта с туринским «Ювентусом» летом 2007 года. В матче против «Ромы», Андраде порвал крестообразные связки колена и пропустил весь сезон 2007/08. Осенью 2008 года у португальца случился рецидив травмы, возможно поставивший крест на его дальнейшей футбольной карьере и 8 апреля 2009 года «Ювентус» расторг контракт с Андраде. В феврале 2010 года был на просмотре в «Малаге» и «Торонто», но ни с одним не заключил контракт.

## Международная карьера
Андраде дебютировал в национальной сборной в апреле 2001 года, а в Лиге чемпионов сезона 2001/02 года Жорже провёл 12 матчей за «Порту», больше чем кто-либо из его одноклубников.
Андраде был игроком сборной Португалии в 2002 году на чемпионате мира и в 2004 году на чемпионате Европы. Жорже забил три гола в 50 официальных матчах за сборную.